# Müntschemier
Müntschemier (französisch Monsmier) ist eine politische Gemeinde im Verwaltungskreis Seeland des Kantons Bern in der Schweiz. Müntschemier gehört zur Kirchgemeinde Ins, die Burgergemeinde wurde 1876 aufgelöst. Der Ortsname – mit grosser Wahrscheinlichkeit vom romanischen Wort ‹montem› (Berg) abgeleitet – wird in der Geschichte im Jahre 1185 als «Munchimu» erstmals urkundlich erwähnt.

## Geographie
Müntschemier liegt im Grossen Moos, einem besonders fruchtbaren Gebiet mit fast schwarzen Böden im Berner Seeland. Die Nachbargemeinden von Norden beginnend im Uhrzeigersinn sind Brüttelen, Treiten, Kerzers, Ried bei Kerzers, Murten, Mont-Vully und Ins.

## Politik
Gemeindepräsident ist Raynald Richard (SVP, Stand 2024).
Bei den Nationalratswahlen 2023 betrugen die Wähleranteile in Müntschemier (in Klammern die Veränderung im Vergleich zu den Wahlen 2019 in Prozentpunkten): SVP 52,84 % (+8,11), Mitte 10,10 % (−3,45), EVP 7,50 % (−1,37), SP 7,14 % (+2,35), FDP 6,67 % (−1,83), glp 6,48 % (−0,45), Grüne 4,81 % (−2,57), EDU 1,24 % (+0,15), SD 0,20 % (−1,15).

### Gemeindepartnerschaft
Seit Juni 1976 unterhält Müntschemier eine Partnerschaft mit der deutschen Gemeinde Hardheim am nordöstlichen Rand des Neckar-Odenwald-Kreises in Baden-Württemberg.
In der Partnerschaftsurkunde heisst es unter anderem: 

«Wir, die Unterzeichneten, Ernst Hornberger Bürgermeister der Gemeinde Hardheim und Jakob Löffel, Präsident der Gemeinde Müntschemier; bekräftigen als frei gewählte Vertreter unserer Mitbürger den Entschluss, unsere Gemeinden im Geiste der Völkerverständigung einander näherzubringen. Nach jahrelangen Kontakten wollen wir einen Austausch unter den Bewohnern unserer Gemeinden fördern und eine immer engere Verbindung durch wohlbedachte Initiativen herbeiführen mit dem Ziel, das tiefe und lebendige Gefühl europäischer Freundschaft zwischen unseren Gemeinden zu entwickeln und zu vertiefen. Unsere Bemühungen sollen zur erfolgreichen Sicherung des Friedens in Freiheit beitragen. Wir wollen am Bau einer gerechten und brüderlichen Welt mitarbeiten, in der alle Menschen frei, gleich und glücklich leben dürfen.»

## Verkehr
Müntschemier liegt an der Bahnlinie Neuenburg–Bern. Die Züge der Linien S5 und S52 der S-Bahn Bern halten dort.

## Geschichte

Luftbild (1954)

Müntschemier wurde im Jahre 1185 als Munchimu erstmals urkundlich erwähnt.
Das Kloster Erlach hatte 1185 Grundbesitz in Müntschemier. 1474 kam das Dorf als Teil der Herrschaft Erlach an Bern und wurde in der Landvogtei Erlach verwaltet. Nach dem Brand von 1827 wurde das Dorf teilweise neu angelegt. Die finanzielle Belastung durch die Juragewässerkorrektion in den Jahren 1874 bis 1883 zwang die Burgergemeinde zum Verkauf ihrer Allmend. Die Burgergemeinde löste sich 1876 auf. Die Urbarisierung des Mooses und der Bau der Staatsstrasse durch das Grosse Moos sowie der Bahnlinie Bern–Neuenburg im Jahr 1902 führte zu Beginn des 20. Jahrhunderts zu einem Bevölkerungswachstum. Meliorationen und Güterzusammenlegungen machten Müntschemier zu einem bedeutenden Gemüseanbauort der Schweiz.

## Sport
In Müntschemier gibt es mehrere Sportvereine
- FC Müntschemier
- Damenturnverein Müntschemier
- Turnverein Müntschemier
- UHC Kerzers-Müntschemier